# 쇼크 사이트
쇼크 사이트(Shock Site)는 잔혹성, 선정성, 공포감 등으로 정신적 및 심리적 충격을 안겨주는 웹 사이트들을 통칭한다. 일부 쇼크 사이트에서는 악성코드가 포함되어 접속자의 컴퓨터를 감염시킬수 있으며 해킹에 취악하다.

## 쇼크 사이트가 공유되는 과정
커뮤니티의 일부 사용자들은 장난삼아 쇼크 사이트를 게시하기도 하며 대부분 커뮤니티에서는 해당 행위에 대한 피해로 인해 쇼크 사이트를 게시하지 못하도록 제제를 가하기도 한다. 또한 피해를 목적으로 쇼크 사이트를 공유하는 경우 법적 처벌을 받을 수도 있다.

## 유명한 쇼크 사이트
몇몇 쇼크 사이트들은 의도치 않게 유명세를 타기도 한다. 아래는 유명한 쇼크 사이트 목록이다.
- 미트스핀 네트워크(The meatspin network)

- goates.cx

남성의 항문을 근접 촬영한 사진을 메인 페이지에 게시한 쇼크 사이트로 해당 사진의 인물인 커크 존슨은 2010년 자신의 직장에 베구공을 넣다가 감염증으로 사망하였다.

## 같이 보기
- 다크 웹
- 딥페이크 포르노그래피
- 엘사게이트
- 서비스컷
- 인터넷 검열
- 인터넷 포르노그래피
- 인터넷 프라이버시
- 인터넷 밈 목록
- 모럴 패닉
- NSFW
- 룰 34
- 트롤 (인터넷)